# Yannick Marchand
Yannick Marchand (Bázel, 2000. február 9. –) svájci korosztályos válogatott labdarúgó, a Grasshoppers középpályása.

## Pályafutása

### Klubcsapatokban
Marchand a svájci Bázel városában született. Az ifjúsági pályafutását az Aesch csapatában kezdte, majd a Basel akadémiájánál folytatta.
2018-ban mutatkozott be a Basel első osztályban szereplő felnőtt keretében. Először a 2019. május 15-ei, Luzern ellen 3–2-re megnyert mérkőzés 69. percében, Éder Álvarez Balanta cseréjeként lépett pályára. Első gólját 2020. december 12-én, a Vaduz ellen idegenben 2–0-ás győzelemmel zárult találkozón szerezte meg. A 2021–22-es szezonban a francia Grenoble és a Neuchâtel Xamax csapatát erősítette kölcsönben. 2023 februárjában a Grasshoppershez igazolt.

### A válogatottban
Marchand az U15-östől az U21-esig szinte minden korosztályos válogatottban képviselte Svájcot.

## Statisztikák
2022. április 22. szerint
| Klub                         | Szezon   | Osztály                | Bajnokság | Bajnokság | Kupa  | Kupa | Nemzetközi | Nemzetközi | Összesen | Összesen |
| Klub                         | Szezon   | Osztály                | Meccs     | Gól       | Meccs | Gól  | Meccs      | Gól        | Meccs    | Gól      |
| ---------------------------- | -------- | ---------------------- | --------- | --------- | ----- | ---- | ---------- | ---------- | -------- | -------- |
| Basel                        | 2018–19  | Swiss Super League     | 1         | 0         | 0     | 0    | —          | —          | 9        | 0        |
| Basel                        | 2019–20  | Swiss Super League     | 7         | 0         | 3     | 0    | 2          | 0          | 12       | 0        |
| Basel                        | 2020–21  | Swiss Super League     | 13        | 1         | 0     | 0    | —          | —          | 13       | 1        |
| Basel                        | Összesen | Összesen               | 21        | 1         | 3     | 0    | 2          | 0          | 26       | 1        |
| Grenoble (kölcsönben)        | 2021–22  | Ligue 2                | 6         | 0         | 1     | 0    | —          | —          | 7        | 0        |
| Neuchâtel Xamax (kölcsönben) | 2021–22  | Swiss Challenge League | 10        | 0         | 0     | 0    | —          | —          | 10       | 0        |
| Összesen                     | Összesen | Összesen               | 37        | 1         | 4     | 0    | 2          | 0          | 43       | 1        |